# 韩玉臣
韩玉臣（1954年—），汉族，吉林省吉林市人，中华人民共和国政治人物、第十二届全国人民代表大会河北地区代表。

## 生平
毕业于厦门大学，加入中国共产党，担任邯郸市阳光百货集团总经理。2008年起担任全国人大代表。2013年，被选为全国人大代表。